# شیشه میناکاری شده

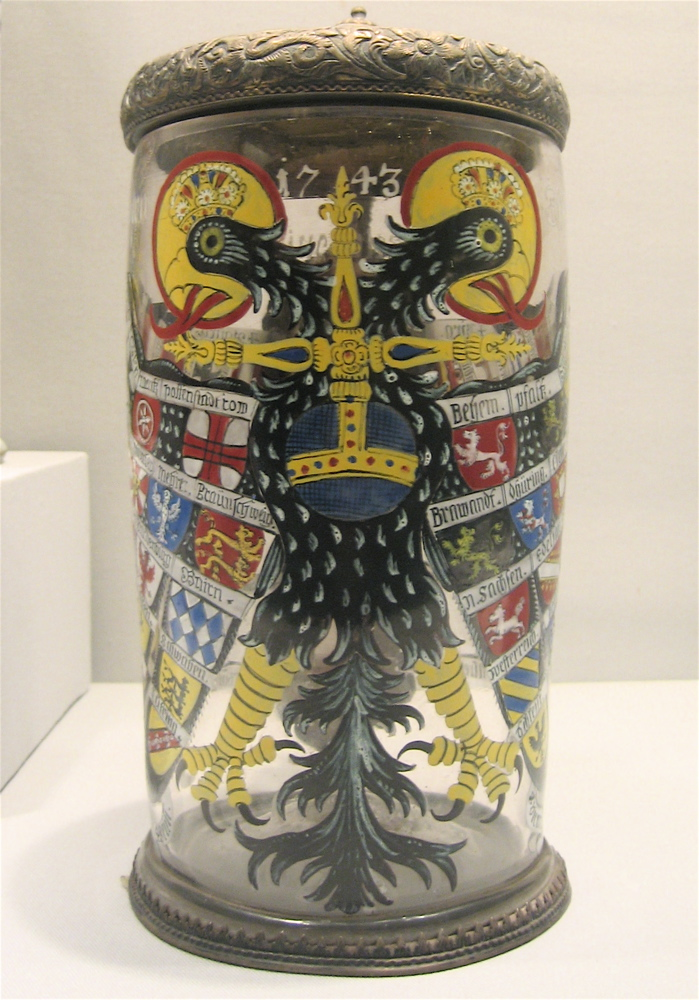
لیوانی با عقاب دو سر امپراتوری مقدس روم، و بازوهای مناطق مختلف بر روی بال‌های آن، از قرن شانزدهم به بعد، یک نمایشگر محبوب از شیشه‌های لعابی در سرزمین‌های آلمان بود. تاریخ ۱۷۴۳، این یک نمونه متأخر است

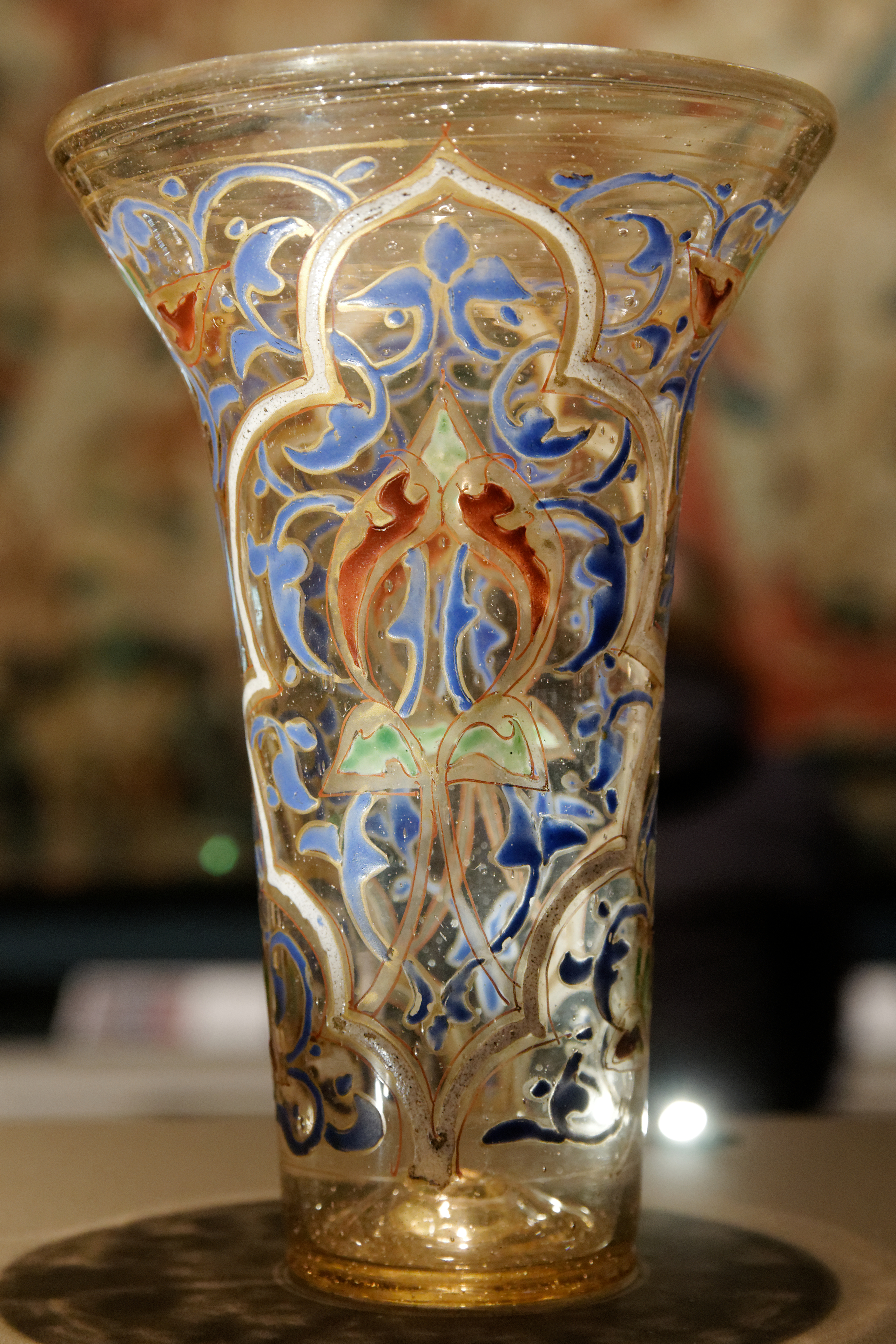
یک فنجان شیشه ای میناکاری شده قرن سیزدهمی که در سوریه یا مصر ساخته شده‌است.

شیشه لعاب دار یا شیشه رنگ شده شیشه ای است که با مینای شیشه ای (شیشه پودری که معمولاً با چسب مخلوط می‌شود) تزئین شده و سپس برای هم‌جوشی شیشه پخته شده‌است. می‌تواند رنگ‌های درخشان و ماندگاری تولید کند و شفاف یا مات باشد. برخلاف اکثر روش‌های تزئین شیشه، امکان نقاشی با استفاده از چندین رنگ را فراهم می‌کند و در کنار حکاکی روی شیشه، از لحاظ تاریخی تکنیک اصلی برای ایجاد طیف گسترده‌ای از انواع تصاویر روی شیشه بوده‌است.
این هنر پس از ظهور کوتاهی در مصر باستان، ابتدا در مراکز مختلف یونانی-رومی تحت امپراتوری روم، سپس مصر قرون وسطی و سوریه و پس از آن در ونیز قرون وسطی ساخته شد و از آنجا در سراسر اروپا، به ویژه به روم مقدس گسترش یافت.
مانند میناکاری روی فلز، از صمغ کتیرا نیز می‌توان برای ایجاد مرزهای تیز برای مناطق رنگ شده استفاده کرد. رنگ روی ظرفی که قبلاً به‌طور کامل ساخته شده‌است اعمال می‌شود. پس از رنگ‌آمیزی، ظرف شیشه‌ای لعاب‌شده باید در دمایی که به اندازه کافی بالا باشد تا پودر اعمال‌شده ذوب و اصطلاحاً پخته شود، اما به اندازه‌ای کم باشد که ظرف تغییر شکل یا تغییر شکل ندهد.
برخی از تکنیک‌های مدرن بسیار ساده‌تر از تکنیک‌های تاریخی هستند. به عنوان مثال، اکنون قلم‌های مینای شیشه ای وجود دارد. میکا نیز ممکن است برای درخشش اضافه شود.